# ذخیره‌گاه طبیعی سورینام مرکزی
ذخیره‌گاه طبیعی مرکزی سورینام (هلندی: Centraal Suriname Natuurreservaat (CSNR)) یک واحد حفاظتی در سورینام است که منطقه‌ای از جنگل‌های بارانی استوایی را حفظ می‌کند.

## تاریخ
ذخیره‌گاه طبیعی مرکزی سورینام در سال ۱۹۹۸ توسط سازمان بین‌المللی حفاظت و دولت سورینام از ادغام سه ذخیره‌گاه طبیعی موجود رالی‌والن، تافلبرگ و ایلرتس دهان گبرگته ایجاد شد. این منطقه در سال ۲۰۰۰ به دلیل اکوسیستم جنگل‌های بارانی استوایی بکر خود در فهرست میراث جهانی یونسکو قرار گرفت.
این جنگل از سوی جف هاربرز، بنیانگذار مایکروسافت، حمایت مادی دریافت کرده‌است.

## محیط

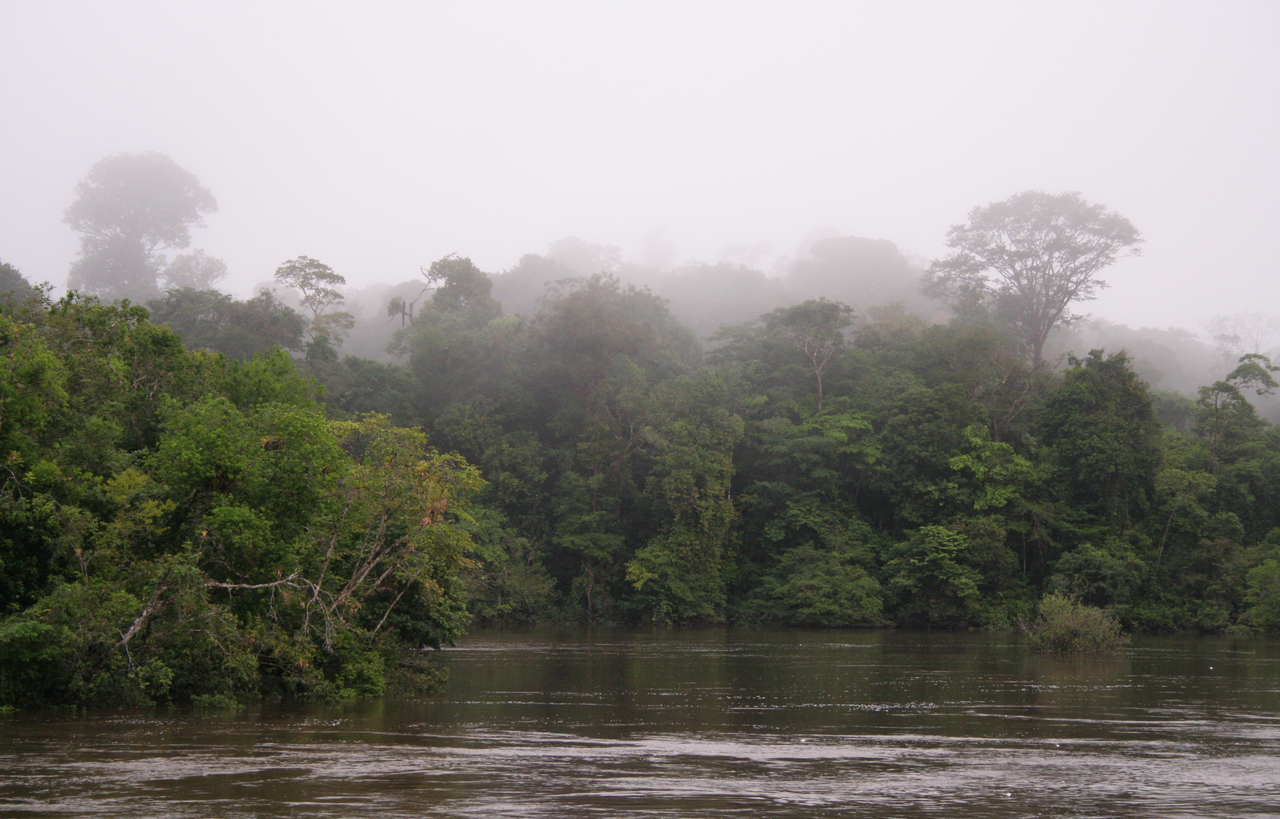
نمایی از ذخیره‌گاه طبیعی مرکزی سورینام

ذخیره گاه در منطقه بوم‌جنگل‌های مرطوب گویان است. این منطقه شامل ۱۶٬۰۰۰ کیلومتر مربع (۶٬۲۰۰ مایل مربع) از جنگل‌های استوایی اولیه کوهستانی و دشتی شامل بخش‌هایی از ارتفاعات گویان می‌شود.
به خاطر تندروها و گونه‌های پرنده‌اش، از جمله خروس‌سنگی گینه شناخته شده‌است. بیش از ۵۰۰۰ گیاه گوناگون و پستانداران بزرگ مانند جگوار، آرمادیلو غول پیکر و هشت گونه از پستانداران در منطقه شناسایی شده‌اند. یک ایستگاه تحقیقاتی در پای ولتزبرگ قرار دارد و این منطقه یک جاذبه گردشگری است.